# Syllepte machinalis
Syllepte machinalis là một loài bướm đêm trong họ Crambidae.